# Друга битва за Ель-Аламейн
Друга битва за Ель-Аламейн (англ. Second Battle of El Alamein) — вирішальна битва кампанії в Лівійській пустелі між британськими військами 8-ї армії генерал-лейтенанта Б. Монтгомері та італійсько-німецькою танковою армією «Африка» генерал-фельдмаршала Е. Роммеля поблизу єгипетського міста Ель-Аламейн. Під час тривалої битви в період з 23 жовтня по 11 листопада 1942 року військам Роммеля вперше за усю Північноафриканську кампанію Другої світової війни була завдана серйозна поразка, яка ознаменувала крах подальших планів гітлерівського командування з окупації Єгипту та вторгнення до Близького Сходу.

## Передумови
Попри значну чисельну перевагу у людських ресурсах і техніці, наступ, розпочатий Італією у вересні 1940 року проти британців у Єгипті, через кілька місяців закінчився ганебною поразкою і втратою Киренаїки. Головнокомандувач італійськими військами в Північній Африці маршал Родольфо Граціані був відсторонений від командування, відправлений у відставку і відданий під суд. Щоб досягнути поставленої стратегічної мети — взяти під контроль Суецький канал, Німеччині довелось перекидати до Лівії власні війська, з яких 16 лютого 1941 року було сформовано італо-німецький танковий Африканський корпус під началом генерал-лейтенанта Ервіна Роммеля, одного з кращих командирів часів французької кампанії.
Вже до середини квітня 1941 року Роммелю вдалось стабілізувати фронт і в Тобруці (Лівія) взяти в облогу велике британське угруповування, яке він утримував до листопада. Змушений все ж відступити після прибуття для допомоги обложеним великих сил, Роммель перегрупував свої війська і в кінці січня 1942 року захопив Бенгазі, 21 червня нищівно розбив 8-му армію Клода Окінлека біля Газали й того ж дня з другої спроби взяв Торбук, де у полон потрапило 32 тисячі британців. Не даючи супротивнику оговтатись, Африканський корпус стрімким маршем увійшов на територію Єгипту, де був зупинений лише біля Ель-Аламейна, що за сотню кілометрів від Олександрії.
Після битви під Алан-ель-Хайфа, генерал Монтгомері вирішує не дати можливість контрнаступу супротивнику. У нього були інші плани, але Черчилль дає наказ швидко наступати на німецько-італійські війська. Монтгомері вважав, що потрібно фізично і морально готувати бійців, тільки він міг сказати коли вони будуть готові до наступу. У своїх частинах він вводить програму суворої фізичної підготовки.
Місяці війни в пустелі не минають для солдатів безслідно, кількість хворих солдатів армії Роммеля втричі більше ніж в армії генерала Монтгомері. Через дизентерію вмирають бійці, вона підкосила здоров'я Роммеля. 300 танків Шерман США відсилає на допомогу Монтгомері. Британського війська і танків вдвічі більше ніж німецько-італійських. Бачачи перевагу супротивника Роммель вирішує змінити тактику наступу на оборону. І тоді території, які утворилися між німецько-італійськими та британськими військами, він вирішує замінувати.

## Підготовка
Британське командування не було впевнене в майбутньому успіху, Монтгомері мав сумніви щодо особового складу та власних тактичних спроможностей. Тому було вирішено, що слід вдатись до військового обману та створити в німецької та італійської розвідок хибні уявлення про те, коли та де відбудеться основний наступ британських сил. З 17 вересня до самого початку наступу 23 жовтня відбувалась одна з наймасштабніших операцій з військового обману — «Бертрам». В її рамках було створено тисячі макетів військової техніки, бутафорські склади з припасами, фальшивий водогін. Все це давало німецько-італійському командуванню підстави вважати, що наступ відбудеться на півдні, а не на півночі, та що британські війська до нього не готові.

## Хід битви
23 жовтня 1942 року Монтгомері починає несподіваний артилерійський наступ. Потім Монтгомері наказав саперам розчистити два коридори по 7 метрів, щоб змогли проїхати танки і потім почати бій з армією Роммеля. І тоді ж британські війська починають наступ з півночі. Але танки Шерман зазнають поразки в 7-метрових коридорах, через те, що вони швидко горіли. І тоді Монтгомері віршує вернути танки з мінних коридорів та відправити частину війська вздовж узбережжя. Роммель не очікував такого розвитку подій,  його продовольчий запас закінчується, а бензину вистачить тільки на те, щоб відбити атаку з півночі.Це стало причиною поразки німецько-італійських військ біля Ель-Аламейну.
11 листопада 1942 року 8-ма армія під проводом Монтгомері деблокувала Тобрук, втрачений пів року перед тим, 20 листопада визволила Бенгазі, 25 грудня — Сірт, 23 січня 1943 року — Триполі, змусивши армію Роммеля відступити у Французький Туніс.
Успішні дії американців, які ще 8 листопада висадились в Марокко й Алжирі, поставили Африканський корпус Роммеля перед небезпекою повного оточення. Роммелю вдалось 19 лютого завдати їм поразки у бою на перевалі Кассерін, що в Атлаських горах, однак стратегічного успіху це не принесло. Щоб врятувати армію, 9 березня він вилетів у ставку Гітлера під Вінницею, але дозволу на евакуацію в Європу не отримав. Усунутого від участі в африканській кампанії Роммеля замінив генерал Ганс-Юрген фон Арнім, який після двох місяців боїв був заблокований із суші і моря, й 12 травня 1943 року капітулював, здавшись у полон з усім 275-тисячним німецько-італійським угрупованням.

## Причини поразки німецько-італійських сил
- Перевага в кількості військ
- Швидший спосіб переливання крові британським солдатам
- Правила гігієни в британських частинах

## Відео
- The battle of El Alamein. [Архівовано 8 липня 2015 у Wayback Machine.]